# Колос (футбольный клуб, Павловская)
«Ко́лос» — советский футбольный клуб из станицы Павловской Краснодарского края, существовавший с начала 1950-х (основан не позднее 1952) до 1969 года. Участник чемпионата СССР в классе «Б» и кубка СССР.

## Названия клуба
| Период    | Название    |
| --------- | ----------- |
| 195?—1958 | Буревестник |
| 1958—1967 | Урожай      |
| 1968—1969 | Колос       |

## История
Точкой отсчёта основания футбольного коллектива в Павловской считается вторая половина 1930-х годов, когда в станице появилась команда «Спартак», которую в начале 1950-х сменил «Буревестник», становившийся как минимум в 1952 и 1956 годах обладателем кубка и в 1956 году чемпионом района. В сезоне 1958 года павловский коллектив, весной того же года переименованный в «Урожай», занял 4-е место в чемпионате Краснодарского края, что на тот момент стало его наивысшим достижением в истории, а также принял участие в чемпионате РСФСР среди КФК, где выступил неудачно, занявши предпоследнее место в 14-й (кубанской) зоне. Тренировали команду в том году Василий Сердюков и Роланд Пичужкин, который нередко выходил на поле в качестве игрока и забивал решающие голы.
В 1959—1961 годах под руководством Станислава Шмерлина «Урожай» становился серебряным (1960) и бронзовым (1959) призёром краевого чемпионата, дважды обладателем кубка Краснодарского края (1959, 1961) и победителем кубка центрального совета ДСО «Урожай» (1959). В 1962 году павловский коллектив снова стал вице-чемпионом региона, а в 1963 году выиграл кубок района, где играл параллельно с выступлениями в краевом чемпионате.
В 1966 году «Урожай» снова стал серебряным призёром чемпионата региона и обладателем кубков краевого и центрального советов ДСО «Урожай», благодаря чему получил статус команды мастеров и право выступать в классе «Б» чемпионата СССР, где затем под руководством Антонина Сочнева провёл 3 сезона, принявши участие в том числе в розыгрыше кубка СССР 1967/68. В сезоне 1968 года павловская команда, сменившая название на «Колос», добилась наивысшего достижения в своей истории — 4-го места во 2-й зоне РСФСР класса «Б», уступивши 3-ю строчку череповецкому «Металлургу» лишь по дополнительным показателям, однако уже через год была расформирована ввиду финансовых нарушений со стороны своих спонсоров и смены руководства района, при этом даже не доиграла до конца сезон 1969 года.
После этого наступило время упадка футбола в районе, в самой станице не было коллектива, выступавшего хотя бы на краевом уровне, вплоть до 1985 года, когда началось формирование команды «Кристалл», что стало началом возрождения местного футбола, продолжившегося созданием в 1987 году нового клуба под наименованием «Кооператор», который затем выступал под названием «Колос» в 1991—2015 годах (в 2009—2011 — «Техада», в 2012—2013 — «Колос-Техада»).

## Результаты выступлений
| Сезон   | Турнир                                    | Название | Достижение |
| ------- | ----------------------------------------- | -------- | ---------- |
| 1967    | Чемпионат СССР, класс «Б», 3-я зона РСФСР | Урожай   | 12-е место |
| 1967/68 | Кубок СССР, 3-я зона РСФСР                | Урожай   | 1/8 финала |
| 1968    | Чемпионат СССР, класс «Б», 2-я зона РСФСР | Колос    | 4-е место  |
| 1969    | Чемпионат СССР, класс «Б», 4-я зона РСФСР | Колос    | 12-е место |

## Достижения
Вице-чемпион Краснодарского края: 1960, 1962, 1966.
 Бронзовый призёр: 1959.
 Обладатель кубка Краснодарского края: 1959, 1961.

## Стадион
Домашней ареной команды являлся построенный в 1956 году стадион «Урожай» в станице Павловской, вмещавший 4000 зрителей. Строительство арены началось в послевоенный период на месте старого кладбища в самом центре станицы. В начале 1967 года была проведена реконструкция стадиона: отремонтирована западная трибуна, установлен дополнительный ряд на восточной трибуне, в результате чего вместимость арены и составила 4000 человек, а также была смонтирована система искусственного освещения.

## Персоналии

### Игроки клуба
В нижеприведённый список включены значимые согласно ВП:ФУТ игроки ФК «Колос», выступавшие за основную команду исключительно в официальных турнирах КФК. Список игравших за клуб на уровне команд мастеров футболистов, о которых есть статьи в Википедии, см. тут.
- Василий Головко
- Олег Кущ

### Главные тренеры
| Главный тренер    | С     | Период    |
| ----------------- | ----- | --------- |
| Василий Сердюков  |       | 1957—1958 |
| Роланд Пичужкин   | и. т. | 1958      |
| Станислав Шмерлин |       | 1959—1961 |
| Юрий Дубасов      | и. т. | 1961—1962 |
| Александр Гаджиев | и. т. | 1963—1964 |
| Борис Калиниченко | и. т. | 1965—1966 |
| Антонин Сочнев    |       | 1967—1969 |
| Леонид Тарасенко  | и. т. | 1969      |